# NGC 4176
NGC 4176 ist eine Spiralgalaxie vom Hubble-Typ Sb mit ausgedehnten Sternentstehungsgebieten im Sternbild Jungfrau auf der Ekliptik. Sie ist schätzungsweise 245 Millionen Lichtjahre von der Milchstraße entfernt und hat einen Durchmesser von etwa 50.000 Lichtjahren.

Im selben Himmelsareal befindet sich die Galaxie NGC 4129.
Das Objekt wurde im Jahr 1886 von Francis Preserved Leavenworth entdeckt.